# Tranvía de París
Además del Metro de París y los autobuses, los transportes parisinos tienen once líneas de tranvía en servicio y varias en proyecto.

## La red clásica (1855-1938)
Históricamente circulaba un gran número de tranvías en París y su región varias décadas antes de que se construyese el Metro de París. Esta red funcionó entre 1855 y 1938 en París y hasta 1957 en Versalles.
A lo largo de su historia, la red, explotada por diferentes compañías, de las cuales destacaba por número de kilómetros y líneas la Compañía General de ómnibus, usó diferentes tecnologías para la propulsión de los tranvías según avanzaba la ciencia.
Al principio se usó tracción animal (caballos), más tarde tracción a vapor y después aire comprimido hasta que al final se electrificó la red usando métodos de alimentación del motor eléctrico diversos que evitasen la instalación de catenarias, consideradas antiestéticas.
La red de tranvías parisina fue desmantelada tras juzgarse como un transporte no apto para el desarrollo del automóvil y otros modos de transporte público colectivo.

## Red actual

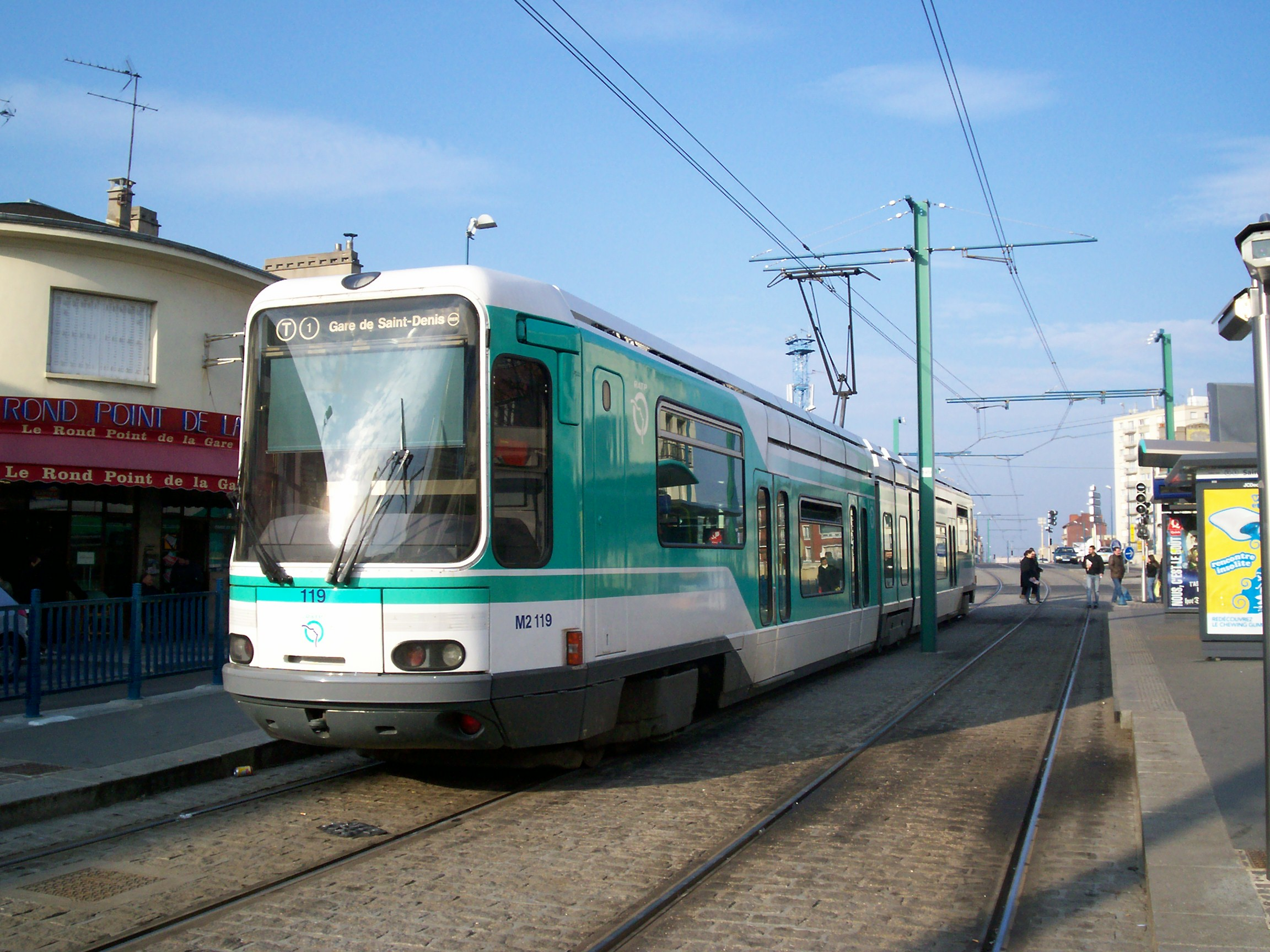
Unidad de la línea T1.

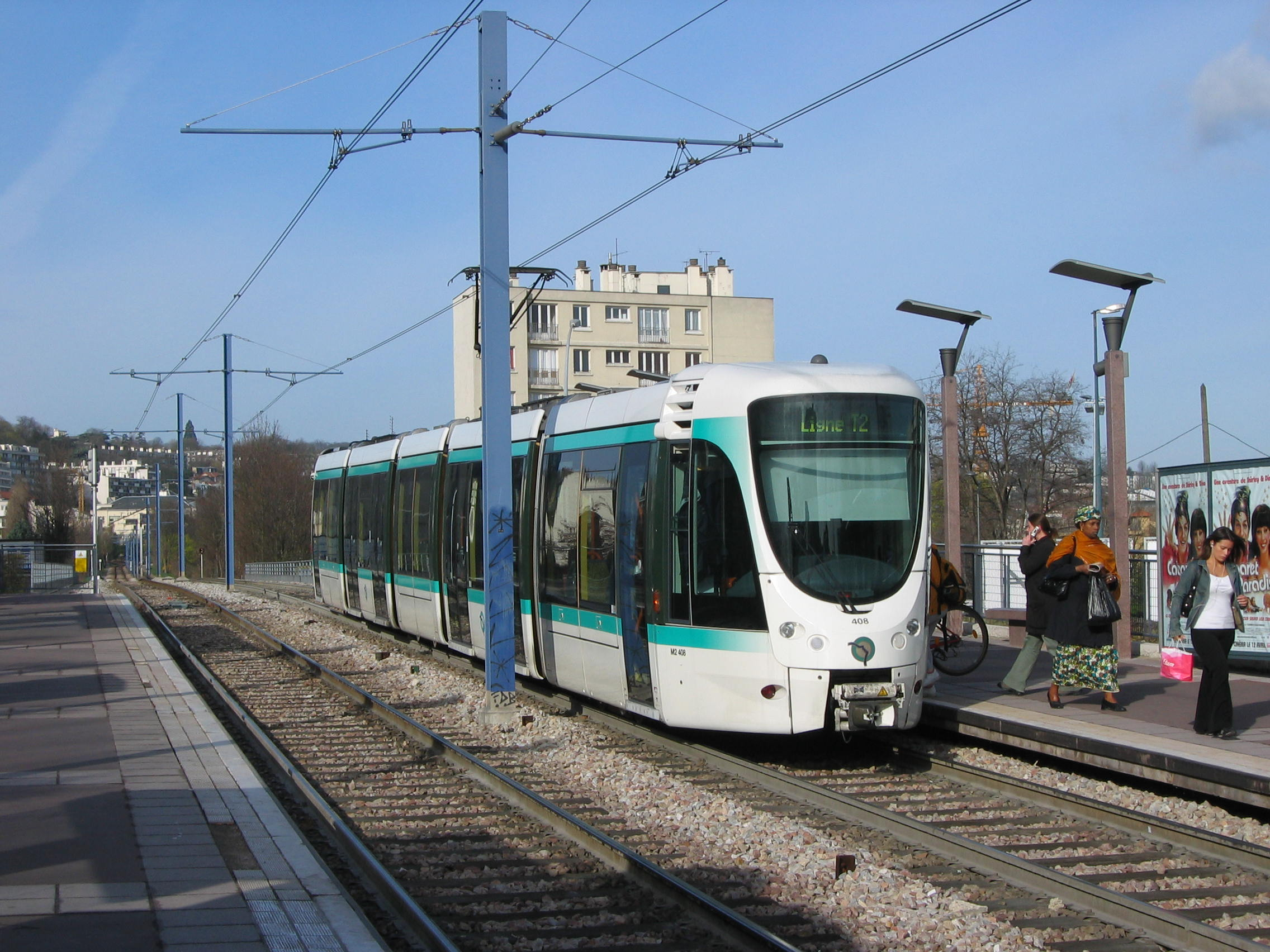
Unidad del tranvía en la estación de Issy-les-Moulineaux (T2).

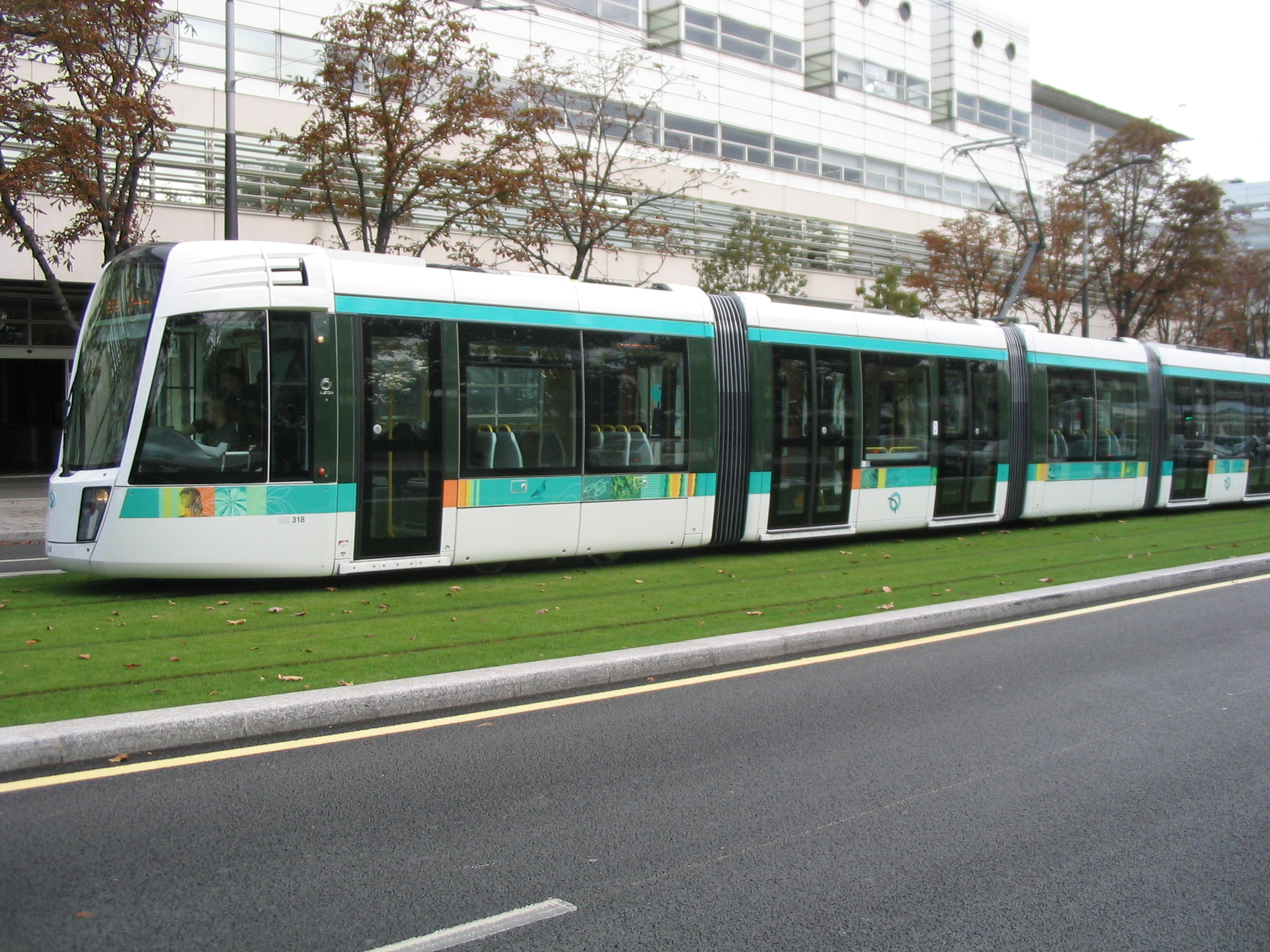
Unidad de la línea T3.

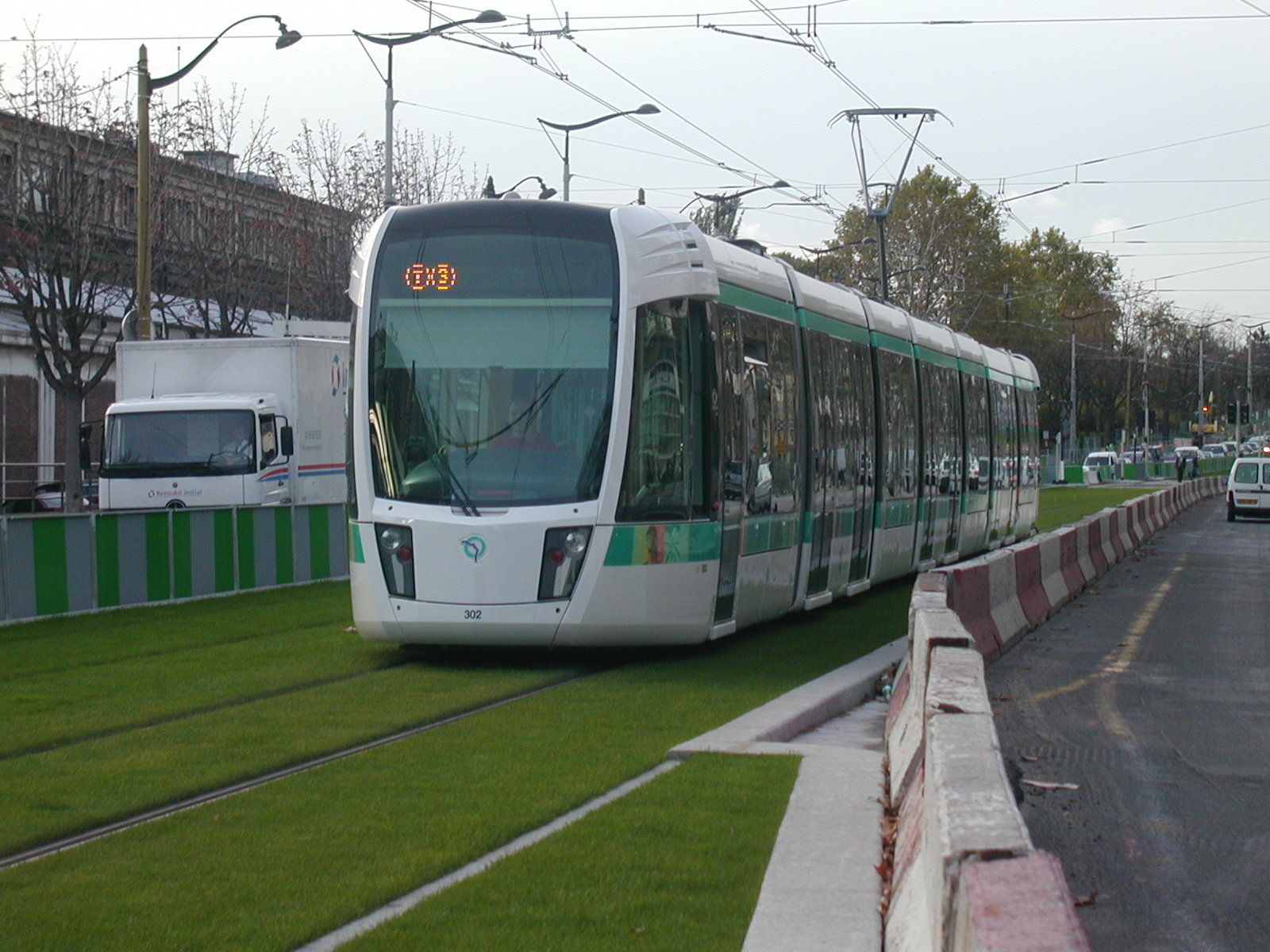
Unidad en pruebas, otoño de 2006.

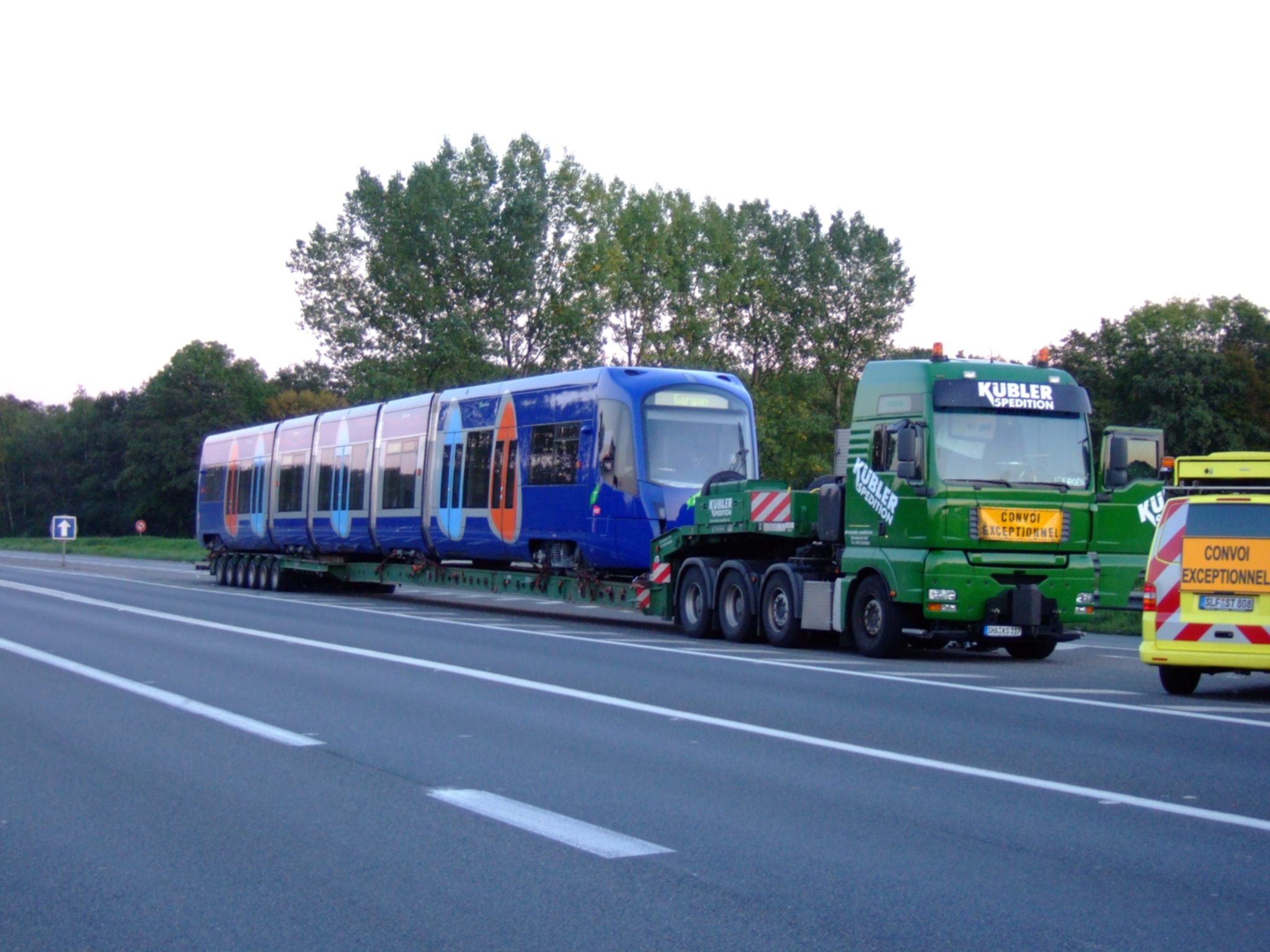
Unidad de la línea T4 transportada por un camión para su entrega.

A partir de 1992 empezó a funcionar una nueva red de tranvías. A principios del año 2015 hay nueve líneas de tranvía en servicio en la red de la Isla de Francia, todas ellas situadas en la periferia de París o en el área metropolitana. Igualmente están en proyecto dos nuevas líneas y en proyecto o en obras varias ampliaciones de la misma. 

### T1: Asnières-Gennevilliers-Les Courtilles Gennevilliers — Noisy-le-Sec
La línea T1 une Saint-Denis y Noisy-le-Sec, al norte de París. La línea se abrió al público en 1992, se prolongó hasta Noisy-le-Sec en diciembre de 2003 y en 2012 hasta Asnières-sur-Seine.
Existe un proyecto de ampliación hacia Montreuil y la estación de Val de Fontenay que se prevé poner en servicio en 2017. En el mes de julio de 2013 acababa su periodo de exposición pública.

### T2: Bezons — Puerta de Versalles
La línea T2, conocida como Trans Val-de-Seine une el Puente de Bezons, al oeste de París, con Puerta de Versalles, donde se encuentra el Parque de las Exposiciones. El trayecto original entre La Défense e Issy-les-Moulineaux, al oeste de París, se abrió al público en 1997 usando el trayecto de una antigua línea de la SNCF una vez arreglada y adaptada. Posteriormente la líea se ampliaría hasta la Puerta de Versalles. En 2012 se ponía en servicio el tramo entre La Défense y Puente de Bezons.
Para absorber la gran demanda de la línea, pues una media de 80000 personas la frecuentan cada día, se aumentó el tamaño de las unidades siendo la capacidad máxima de cada tranvía de 440 plazas.
Inicialmente, el proyecto de ampliación al este implicaba reaprovechar la línea Petite Ceinture, pero debido al dictamen desfavorable de la comisión de investigación sobre el proyecto se decidió un trayecto diferente con terminal en la Puerta de Versalles.

### T3: Puente del Garigliano — Puerta de la Chapelle
Tras la ampliación en 2012 del tramo Puente del Garigliano - Puerta de Issy, la línea se dividió en dos líneas independientes que confluyen en la Puerta de Vincennes. Ambas son las líneas de tranvía que junto a las líneas de autobús PC1 y PC3, forman el arco de circunvalación de París

#### T3a: Puente del Garigliano — Puerta de Vincennes
La línea, apodada "Tranvía de Maréchaux Sud" al recorrer los bulevares de los Maréchaux sur, une la estación de Boulevard Victor-Pont du Garigliano (al oeste del 15.º distrito) con la Puerta de Ivry (al sureste del 13.º distrito) desde el 16 de diciembre de 2006.

#### T3b: Puerta de Vincennes — Puerta de la Chapelle
Resultado de la ampliación en 2012 de la línea T3, esta línea no existía y se abrió íntegramente en 2012. Se prevé su ampliación hasta la Puerta de Asnières. No se prevé realizar el cierre de toda la circunvalación por las quejas y oposiciones de los habitantes del 16.º distrito y la existencia de un servicio cubierto por la Línea RER C entre los distritos 16.º y 17.º.

### T4: Aulnay-sous-Bois — Bondy
La línea 4 de tranvía es una línea de «tren-tram» explotada por la SNCF en servicio desde el 20 de noviembre de 2006 entre Aulnay-sous-Bois y Bondy, en el departamento de Sena-San Denís.
Une las redes ferroviarias norte y este, y resulta de la duplicación de la Línea de los Coquetiers abierta en 1875. Víctima de una importante desafectación por su escaso servicio y fuente de problemas por los numerosos pasos a nivel, la línea fue cerrada en diciembre de 2003 antes de renacer tras realizar importantes trabajos de renovación que la convirtieron en una forma híbrida a medio camino entre el tren y el tranvía urbano, siendo la primera línea francesa de tren-tram, concepto que tendrá sentido cuando se lleven a cabo sus ampliaciones por vías urbanas.

### T5: San Denís — Garges-Sarcelles
Tranvía  que une San Denís, Pierrefitte-sur-Seine y Sarcelles. Su recorrido, de 6,6 km de longitud, cuenta con 16 estaciones en cuatro comunas entre los departamentos de Sena-San Denís y Valle del Oise. Entró en servicio en julio de 2013 tras cinco años de obras

### T6: Châtillon - Viroflay
Línea de tranvía sobre neumáticos que unirá la Estación de Châtillon - Montrouge de metro a la estación de Viroflay-Rive Droite de las líneas del Transilien Paris Saint-Lazare. La línea se divide en dos tramos: uno subterráneo y uno en superficie. Las obras comenzaron en 2007. El tramo en superficie entró en servicio en diciembre de 2014. La inauguración completa ocurrió al fin de 2015.

### T7: Villejuif - Athis-Mons
La línea T7 une la cabecera de la línea 7 de metro Villejuif-Louis Aragon, en Villejuif, con Rungis, Orly y Athis-Mons conectando con el Aeropuerto de Orly y la línea de metro Orlyval y con TVM en la estación de Porte de Thiais. Entró en servicio el 16 de noviembre de 2013. A largo plazo, se ampliará hasta Juvisy-sur-Orge

### T8: Tram'y
La línea T8, conocida como Tram'y, es una línea con forma de Y.  Entró en servicio en diciembre de 2014. Une San Denís con Épinay-sur-Seine (Barrio de Orgemont) y Villetaneuse (futura estación de la Tangencial Norte), dentro del cual se contemplaba una ampliación a la futura estación Rosa Parks de la Línea RER E en la Puerta de Aubervilliers. Esta ampliación fue incluida en el dosier de la fracasada candidatura de París a los Juegos Olímpicos de 2012.

### T9: Puerta de Choisy (París) - Orly
Línea de tranvía que transcurre a lo largo de la carretera departamenal n.º 5 (antigua RN-305) sustituyendo a la línea de autobús 183 de la RATP. Entró en servicio el 10 de abril de 2021.

### T10: Antony - Clamart
Línea de tranvía que une la estación de La Croix de Berny, de la línea RER B, estación terminal del Trans-Val-de-Marne (TVM), con Clamart - Place du Garde. Permite dar servicio a zonas de gran actividad y con numerosos empleados, como el parque de actividades de Plessis-Clamart, así como a diversos equipamientos educativos y de investigación y zonas con alta densidad de población. Entró en servicio el 24 de julio de 2023. Página oficial del proyecto de la línea T10

### T11: Épinay-sur-Sein
La línea T11 Express es una línea de tren-tram explotada por Transkeo, filial de SNCF y abierta al público el 1 de julio de 2017 entre Épinay-sur-Seine y Le Bourget en la provincia de Sena-San Denís en la Isla de Francia.

### T12: Massy - Évry
La línea T12 Express que es de tipo tren-tram, combina la actual vía del RER C (rama C8) desde su inicio en la estación de Massy - Palaiseau hasta la estación de Épinay-sur-Orge y una vía convencional de tranvía a la que se une en esta estación y que se prolonga hasta el final de la línea en la estación de Évry - Courcouronnes. La línea abrió al público el 10 de diciembre de 2023.

### T13: Saint-Germain-en-Laye - Saint-Cyr-l'École
La línea T13 Express es una línea de tren-tram explotada por Transkeo, filial de SNCF y abierta al público el 6 de julio de 2022 entre Saint-Germain-en-Laye y Saint-Cyr-l'École en el departamento de Yvelines en la Isla de Francia.

### TVM
La línea Trans-Val-de-Marne es una línea de ómnibus con calzada reservada y parcialmente segregada numerada como si fuera de tranvía, aunque no es un tranvía propiamente dicho, es una línea de ómnibus de alta ocupación.

## Anexos